# Вышница
Вышница (укр. Вишниця) — река в Дрогобычском районе Львовской области Украины. Правый приток реки Тысменица (бассейн Днестра).
Длина реки 11 км, площадь бассейн 24 км². В верховьях река имеет горный характер с V-образной долиной, ниже долина трапециевидная. Русло слабоизвилистое, более извилистое в нижнем течении.
Исток реки расположен в северо-восточных отрогах Восточных Бескид (Карпаты), между городами Борислав и Трускавец. Река течёт сначала на северо-восток, далее на север, затем на северо-запад, а в приустьевой части — снова на север. Впадает в Тысменицу в северо-восточной части Борислава, которая носит название Губичи, и недалеко от юго-западной окраины Дрогобыча.
Река протекает по западной части города Стебник, а также через село Модрычи.